# Mona (leyenda)
La Mona, también conocida como la Bruja, Mico Brujo, Bruja Enana y la Mona Bruja,  es un personaje de una leyenda centroamericana de origen chorotega. Según esta leyenda, las monas eran brujas que, mediante oraciones indígenas ancestrales, se les desprendía la piel y les crecía el pelo, se les alargaban las manos y los pies, transformándose en un ser similar a un mono monstruoso de gran tamaño. Las monas podían desplazarse a gran velocidad a través de los árboles, generalmente para hacerle daño a sus enemigos en forma sorpresiva. Lo hacían en medio de carcajadas escalofriantes y alaridos espantosos que helaban la sangre de sus víctimas, dejándoles atontados o sin habla para el resto de la vida.

## Versiones
La única manera de librarse de estas entidades era cuando la víctima dominaba su miedo y decía oraciones cristianas de contra, clavaba una cruceta (un machete en forma de cruz) en el suelo, arrojaba un puño de maíz, de semillas de mostaza o de sal, y tiraba el sombrero boca arriba, de modo que hacía que la Mona amaneciese recogiendo los granos, sin soltarla hasta que se arrepintiera de sus sortilegios y jurara no volver a molestar a nadie en toda la comarca.
El mito de la bruja que se transforma en mona recibe otros nombres, siendo el más frecuente el de Mico Brujo, popular en Guatemala y El Salvador. En Nicaragua, son muy comunes las leyendas de brujas que se transforman en micos brujos (o monas brujas), ceguas y cerdos («chanchas»). Las monas usualmente son mujeres despechadas que se transforman para ir en busca de los hombres que las abandonaron. Dice la leyenda que las mujeres van al árbol de chilamate, toman una de sus flores que brota exactamente a media noche y dicen el conjuro para transformarse. Las ancianas de los pueblos pequeños aconsejaban a los hombres que salieran con la ropa interior al revés para ahuyentarla.
En Costa Rica, el término de «Mona» a secas es más frecuente en la costa del Pacífico, en las provincias de Guanacaste y Puntarenas, ya que en algunas versiones más arraigadas al Valle Central se le llama «La Chancha» (se transforma en cerdo o danta), y además, existe la leyenda de otro espectro similar, el Micomalo, el cual, sin embargo, se supone que no es una bruja con forma de mona, sino el mismo Diablo en persona, con apariencia de un horrible mono.

## Origen
El mito de las brujas que se transforman en monas está relacionado con la tradición mexicana de los nahuales, especie de chamanes de las culturas mesoamericanas que tenían, entre otras facultades, la capacidad de metamorfosearse en animales, algunas veces con fines malévolos.
Con la llegada de los conquistadores españoles a América, la tradición de las brujas europeas medievales se mezcló con la de los nahuales mesoamericanos, dando origen a muchas leyendas sobre personas que podían asumir formas animales, leyendas que sobreviven hasta los tiempos actuales, como las de la Mona, la Cegua y el Cadejo.
La Mona como leyenda tiene su origen en el pueblo chorotega. Los chorotegas, de origen mesoamericano, conservaron muchas de las costumbres, mitos y tradiciones de las culturas azteca y maya, entre ellas, la creencia en los poderes de los nahuales. 
Durante la colonia, hubo una variante de la leyenda de la mona en las llamadas «voladoras», mujeres que podían asumir la forma de grandes pájaros que surcaban los aires.